# نظریه اینشتین–کارتان
در فیزیک نظری، نظریه اینشتین-کارتان (به انگلیسی: Einstein–Cartan theory) که همچنین با نامهای نظریه اینشتین-کارتان-سیاما-کیبل یا نظریه اینشتین-سیاما-کیبل نیز شناخته می‌شود یک نظریه کلاسیک گرانش شبیه به نسبیت عام است، با این تفاوت که فرض ناپدید شدن پیچش در اتصال را در نظر نمی‌گیرد. تقریباً به همان گونه ای که خمش با انرژی-تکانه ماده ارتباط دارد، پیچش نیز با تکانه زاویه ای اسپین مرتبط است. این نظریه نخستین بار توسط الی کارتان در سال ۱۹۲۲ پیشنهاد شد و در سالهای بعدی ارائه گردید. دنیس سیاما و تام کیبل به‌طور جداگانه در دهه ۱۹۵۰ نظریه را مورد بازبینی قراردادند و یک بررسی مهم از آن در سال ۱۹۷۶ منتشر گردید. آلبرت اینشتین در سال ۱۹۲۸ و در حین تلاش ناموفقش برای انطباق پیچش با تانسور میدان الکترومغناطیسی به عنوان بخشی از یک نظریه میدان یکپارچه، با این نظریه مرتبط شد. این خط فکری اینشتین را به سوی نظریه مرتبط اما متفاوت دورهمسانی سوق داد.
نظریه اینشتین-کارتان از نظر تاریخی در سایه همتای بدون پیچشش و سایر نظریه‌های جایگزین مانند نظریه برانس دیکی قرار می‌گیرد زیرا افزودن پیچش قدرت پیش‌بینی نظریه را به میزان کمی و به بهای پیچیده‌تر شدن معادلاتش، افزایش می‌دهد.
نظریه اینشتین-کارتان (Einstein-Cartan theory) یک تعمیم از نظریه نسبیت عام اینشتین است که پیچش فضا-زمان را نیز در بر می‌گیرد. این نظریه در دهه ۱۹۲۰ توسط آلبرت اینشتین و الی کارتان معرفی شد و به شکلی فضا-زمان را توصیف می‌کند که تحت تأثیر اسپین ذاتی ذرات قرار می‌گیرد.
تفاوت‌ها با نسبیت عام
در نظریه نسبیت عام، فضا-زمان تنها توسط انحناء که به واسطه جرم و انرژی موجود در آن ایجاد می‌شود، توصیف می‌گردد. اما نظریه اینشتین-کارتان علاوه بر انحناء، پیچش را نیز شامل می‌شود. پیچش فضا-زمان به دلیل وجود اسپین ذاتی ذرات مانند فرمیون‌ها (الکترون‌ها و پروتون‌ها) ایجاد می‌شود.
معادلات میدان در نظریه اینشتین-کارتان شامل دو بخش است: یکی مربوط به انحناء و دیگری مربوط به پیچش. معادلات این نظریه، پیچش فضا-زمان را به اسپین ماده مرتبط می‌کند. این معادلات به شکلی پیچیده در قالب تانسورها و تئوری‌های نسبیتی بیان می‌شوند.
این نظریه به عنوان یک زمینه تئوریکی برای توصیف برهمکنش‌های گرانشی و اسپین به کار می‌رود. از مزایای آن می‌توان به حل مسائل مرتبط با فیزیک کوانتومی و نسبیت عام و جلوگیری از بروز تکینگی‌هایی مانند سیاه‌چاله‌ها اشاره کرد.
نظریه اینشتین-کارتان با اضافه کردن پیچش به توصیف فضا-زمان، یک قدم مهم در جهت تلفیق فیزیک کوانتومی و نسبیت عام است و به فهم بهتر از ساختار بنیادین فضا-زمان و برهمکنش‌های گرانشی کمک می‌کند.